# Pierre Gerranio
Pierre Gerranio (parfois crédité Pierre Geranio) est un acteur français.

## Filmographie
- 1997 : Le Pantalon d'Yves Boisset
- 1998 : Théo et Marie (télévision)
- 1998 : Le Rouge et le Noir (télévision)
- 1999 : Une liaison pornographique de Frédéric Fonteyne
- 1999 : Nello et le chien des Flandres de Kevin Brodie (en)
- 2002 : La Torpille : Bernard Blanc (télévision)
- 2003 : La Maison du canal  (télévision)
- 2004 : 3 garçons, 1 fille, 2 mariages (télévision)
- 2006 : Odette Toulemonde d'Éric-Emmanuel Schmitt